# Luiz Carlos Pereira
Luiz Carlos Pereira (São Paulo, 6 maart 1960) is een voormalig Braziliaans voetballer.

## Carrière
Luiz Carlos Pereira speelde tussen 1992 en 1998 voor Verdy Kawasaki en Consadole Sapporo.